# VIII Concili de Toledo
El vuitè Concili de Toledo fou una reunió dels bisbes de les províncies del Regne de Toledo convocada pel rei Recesvint el 653. El Concili es va obrir el 16 de desembre del 653 a l'Església dels Sants Apòstols de Toledo amb assistència del mateix rei i de cinquanta-dos bisbes més els representants d'altres deu, a més de deu abats, l'arxipreste i el primicer de la Catedral (i per primera vegada van assistir amb veu i vot i van signar les actes personalitats seculars, concretament setze comtes palatins i entre ells els comes patrimonii de nom got Rèquira i Rèccila).

## Contingut
Per primera vegada el rei va dirigir un escrit al Concili (conegut per tomus) en el qual exposava els temes que desitjava que fossin tractats pels bisbes.
El rei va sol·licitar als bisbes que es reduïssin les penes imposades als traïdors, se suprimís el jurament efectuat pels nobles i bisbes en temps de Khindasvint d'infligir aquests penes. A la Llei sobre rebel·lió de Khindasvint del 643 establia que tots aquells que haguessin recorregut a un poder estranger o que haguessin intentat fer-ho, per incitar a aquest poder contra els gots, serien condemnats a mort; la mateixa pena de mort s'aplicaria a aquells que s'oposessin al rei amb les armes, o intentessin fer-ho, sense col·laboració de l'estranger. A la mateixa llei el rei va establir límits a la seva magnanimitat, i posat cas que decidís commutar la pena de mort, el culpable deuria esser cegat. El condemnat a pena de mort (o que fos encegat per decisió reial) perdria totes les seves possessions que passarien al tresor, i si del tresor passaven a una altra persona, aquesta les posseiria perpètuament sense que futurs reis tinguessin dret a retornar-les als seus antics propietaris. Si el rei usava del seu dret de gràcia i tornava part de les propietats al culpable (que seria cec), la part tornada no podria excedir del vint per cent del total, i hauria de lliurar-se en propietats diferents de les confiscades. Les transmissions fraudulentes de béns eren nul·les i el tresor tenia dret a la confiscació de la totalitat dels béns dels condemnats. El dret de gots i romans a demanar el perdó del rei va ser suprimit per als casos de traïció, i si el rei decidís concedir el perdó hauria d'obtenir l'anuència dels bisbes i dels maiores palatii (els nobles palatins).
Els bisbes consideraven que els termes de la llei no autoritzaven al rei a tenir pietat dels rebels, encara que alguns d'ells (com per exemple Fructuós de Braga) aconsellaven la major misericòrdia. El debat va ser tens. El jurament efectuat el 643 prohibia als bisbes perdonar als traïdors i refugae. La llei havia estat pensada per evitar que un rebel triomfant pogués amnistiar als seus i a si mateix. Però ara el mateix rei legítim, vencedor dels culpables, demanava el seu perdó. Els bisbes dubtaven d'enfrontar-se al rei. Finalment es va arribar a un acord de consens: el jurament quedava suprimit en les parts relatives a la pena de mort o mutilacions físiques (els rebels no executats havien de ser encegats) que no estaven molt d'acord amb les doctrines cristianes, però seguia sent vàlid per a la resta de la llei. Per tant, aquells que havien perdut les seves propietats, confiscades pel tresor, no les recobrarien, i els desterrats no podrien tornar; en canvi els que havien rebut propietats que abans van pertànyer a rebels podien respirar tranquils doncs la seva propietat perpètua quedava confirmada.

## Revisió de les lleis
El Concili va abordar també la qüestió de la revisió de les lleis, car el rei considerava que en les vigents hi havia punts erronis, foscos o superflus. Va proposar redactar un codi legal (la redacció ja devia estar molt avançada perquè els últims anys de la seva vida va ser corregit per Brauli de Saragossa), va modificar la fórmula de jurament, i va sol·licitar al Concili que proposés les reformes que considerés convenients amb la promesa d'escoltar els suggeriments. L'actitud del rei era evidentment coneguda del clero, que l'endemà (17 de desembre) va poder presentar les seves peticions. En elles el clero va deixar veure clar i ras la seva oposició (pel que sembla molt majoritària) al rei Khindasvint, car qualificaven a alguns reis anteriors com severs opressors, que havien usat els béns del poble en benefici propi i havien plomat a la població, i amb el producte de la seva rapinya havien beneficiat als seus familiars; els béns de la corona s'havien convertit en propietats particulars, i part dels béns confiscats no havien passat al tresor o als funcionaris palatins sinó al rei mateix. Encara que inicialment es parlava en plural de reis opressors del passat, a la part final del document s'al·ludia clarament a Khindasvint, i se sol·licitava que les propietats confiscades als seus enemics (que havien estat molts) passessin als grans de palau, i no es conservessin com propietat personal de Khindasvint i dels seus hereus, sinó com béns de la corona confiats als fidels. Els béns confiscats indegudament havien de ser restituïts als seus legítims propietaris, i la resta distribuït entre els principals nobles. Sol els béns que Khindasvint hagués posseït abans del seu accés al tron devien conservar-se com propietat del seu fill Recesvint o dels seus germans, amb facultat de lliure disposició.
Recesvint no va tardar a contestar, reconeixent la cobdícia dels reis anteriors i l'espoliació del poble en benefici dels reis, encara que no va reconèixer expressament els càrrecs fets al seu pare. Va declarar propietat de la corona (no del rei) totes aquelles propietats confiscades des dels temps de Suintila (és a dir des del 621 fins al 653) així com les que els successius reis adquirissin en el futur, però amb una limitació transcendental: quedaven excloses de la propietat de la corona aquells béns que, fins i tot no sent legalment propietat dels reis, havien estat llegades per aquests en testament i, per tant, havien passat als seus descendents o amics, els qui al seu torn haurien disposat d'elles. Quant als béns adquirits per Khindasvint es va reservar una total llibertat, si bé va confirmar que els béns que posseïa el seu pare abans del seu accés al tron eren propietat personal, així com que els béns heretats per Khindasvint (i per qualsevol rei) durant el desenvolupament del càrrec eren béns privatius (ja ho havien establert així els concilis V i VI). L'observança d'aquestes normes havia de ser jurada pel rei en accedir al càrrec, i estava prohibit als funcionaris palatins i al clero parlar en contra de les mateixes, i en cas d'incompliment l'infractor seria destituït, se li confiscarien la meitat dels béns i hauria de marxar al desterrament. A la mateixa llei el rei ordenava la pena d'anatema i excomunió contra tot aquell que, d'ara endavant, aconseguís el tron mitjançant ajuda de la "plebs revoltosa" o mitjançant un complot.